# 알 시먼스
앨로이시어스 해리 시먼스(영어: Aloysius Harry Simmons, 1902년 5월 22일~1956년 5월 26일, 출생 당시 이름은 앨로이스 시만스키(영어: Alois Szymanski))는 "버켓 풋 알"(Bucketfoot Al)이라는 별명으로 알려진 미국의 프로 야구 선수로, 메이저 리그 베이스볼(MLB)에서 외야수로 뛰었다. 1920년대 후반과 1930년대 초반에 코니 맥 감독 체제의 필라델피아 애슬레틱스에서 전성기를 보내며 두 차례 월드 시리즈 우승을 경험했다. 필라델피아 이외에도 시카고 화이트삭스, 디트로이트 타이거스, 워싱턴 세너터스, 보스턴 브레이브스, 신시내티 레즈, 보스턴 레드삭스에서 선수 생활을 했다. 은퇴 이후에는 애슬레틱스와 클리블랜드 인디언스에서 선수 생활을 했다. 통산 타율이 .344였다. 1953년에 미국 야구 명예의 전당에 헌액되었다.